# Johnny Gibson (cầu thủ bóng đá)
Johnny Gibson (sinh ngày 23 tháng 12 năm 1950) là một cựu cầu thủ bóng đá người Anh, thi đấu cho Partick Thistle, Ayr United, St Mirren, Celtic, East Fife, Forfar Athletic và Stirling Albion tại Scottish Football League. Gibson là một phần của đội hình Partick Thistle vô địch Scottish League Cup 1971–72, đánh bại Celtic 4–1 trong trận chung kết.